# Калхун (округ, Айова)
Калху́н (англ. Calhoun County) — округ в США, штате Айова. На 2000 год численность населения составляла 11 115 человек. По оценке бюро переписи населения США в 2009 году население округа составляло 9671 человек. Окружным центром является город Рокуэлл-Сити.

## История
Округ Калхун был сформирован 15 января 1851 года.

## География
По данными Бюро переписи населения США площадь округа Калхун составляет 1476 км².

### Основные шоссе
- Шоссе 20
- Автострада 4
- Автострада 7
- Автострада 175

### Соседние округа
- Покахонтас  (север)
- Уэбстер  (восток)
- Грин  (юго-восток)
- Карролл  (юго-запад)
- Сок  (запад)

## Климат
Согласно данным представленным Национальной метеорологической службой США в округе Калхун преимущественно влажный континентальный климат характеризующийся значительными сезонными перепадами температур, тёплым или жарким (часто влажным) летом и холодной (иногда очень холодной) зимой. 
Во многих районах с таким климатом осадки относительно равномерно распределены в течение года. Согласно классификации климатов Кёппена, этот климат относится к подтипу жаркий летний континентальный климат, который на климатических картах сокращённо обозначается аббревиатурой «Dfa».

## Демография
По данным переписи населения 2000 года в округе проживало 11 115 жителей. Среди них 20,6 % составляли дети до 18 лет, 22,4 % люди возрастом более 65 лет. 49,2 % населения составляли женщины.
Национальный состав был следующим: 97,8 % белых, 1,1 % афроамериканцев, 0,3 % представителей коренных народов, 0,2 % азиатов, 1,5 % латиноамериканцев. 0,7 % населения являлись представителями двух или более рас.
Средний доход на душу населения в округе составлял $17498. 13,2 % населения имело доход ниже прожиточного минимума. Средний доход на домохозяйство составлял $43799.
Также 85,4 % взрослого населения имело законченное среднее образование, а 15,4 % имело высшее образование.